# Малик, Яков Александрович
Я́ков Алекса́ндрович Ма́лик (23 ноября (6 декабря) 1906, Островерховка, Харьковская губерния, Российская империя — 11 февраля 1980, Москва, РСФСР, СССР) — советский дипломат и государственный деятель.
В 1942—1945 годах — посол СССР в Японии, в 1953—1960 годах — посол в Великобритании. В 1946—1953 и 1960—1967 годах — заместитель министра иностранных дел СССР. Постоянный представитель СССР при ООН и в СБ ООН в 1948—1952 и 1967—1976 годах. Кандидат в члены ЦК КПСС (1952—1961).

## Биография
Родился в селе Островерховка Харьковской губернии (ныне — Змиёвский район Харьковской области Украины) в крестьянской семье.

Могила Малика на Новодевичьем кладбище Москвы.

В 1930 году окончил с отличием Харьковский институт народного хозяйства. После окончания института народного хозяйства находился на партийной работе в Украинской ССР. В это же время работает в качестве экономиста в Харькове. В 1935—1937 годах учился в Институте дипломатических и консульских работников Наркомата иностранных дел СССР в Москве.
В 1937—1939 годах работал в Народном комиссариате иностранных дел СССР (Москва). Первая должность — референт (свободно владел японским, английским и французским языками), спустя некоторое время — помощник заведующего отделом печати.
Член ВКП(б) с 1938 года.
В 1939 году был назначен на должность советника посольства СССР в Японии. 18 мая 1942 году назначен чрезвычайным и полномочным послом СССР в Японии (вручение верительных грамот состоялось 8 июля 1942 года). Этот пост он занимал вплоть до разрыва советско-японских отношений и начала войны в августе 1945 года. 8 августа 1945 года СССР объявил войну Японии. В этот день вручил ноту об объявлении войны Японскому правительству. При бомбардировке Хиросимы находился на территории Японии.
С 9 августа 1945 по август 1946 года находился в должности политического советника при Союзном совете в Японии. В декабре 1945 года в качестве члена делегации СССР участвовал в работах Московского совещания министров иностранных дел СССР, США и Великобритании.
24 января 1947 был назначен заместителем министра иностранных дел СССР В. М. Молотова. Через год работы в министерстве был делегирован как Постоянный представитель СССР при ООН, а также постоянный представитель СССР в Совете безопасности ООН (с мая 1948 по октябрь 1952 года). Вернулся на работу в Совет безопасности ООН в 1968 году.
После успешной работы в Европе в 1952 году был назначен первым заместителем министра иностранных дел. На этот раз он работает под руководством А. Я. Вышинского.
После смерти Сталина был назначен чрезвычайным и полномочным послом СССР в Великобритании. 3 июня 1953 года в беседе с новым советским послом в Лондоне Маликом Черчилль поделился своими впечатлениями о личных встречах со Сталиным. Пробыв на этой должности более 7 лет (с 1953 по 1960), возвращается в Москву на должность заместителя министра иностранных дел А. А. Громыко.
С 1968 по 1976 год — постоянный представитель СССР при ООН и в Совете безопасности ООН. С ноября 1976 года на пенсии.
Похоронен на Новодевичьем кладбище в Москве.

## Семья
Был женат на Валентине Алексеевне Малик (1908—1981), сын — дипломат Юрий Яковлевич Малик (1930—1977).

## Награды и звания
- три ордена Ленина (3 ноября 1944; 5 ноября 1945; …)
- орден Трудового Красного Знамени (19 декабря 1956)
- медали

## Подробности
В бытность А. Я. Вышинского руководителем советского внешнеполитического ведомства ему поступил на подпись документ, имеющий визу его заместителя «Я. Малик». Вышинский наложил резолюцию «А. Я. Вышинский».